# Jakub Sedláček
Jakub Sedláček (sinh 9 tháng 3 năm 1998) là một cầu thủ bóng đá Slovakia thi đấu cho FK Železiarne Podbrezová ở vị trí tiền vệ.

## Sự nghiệp câu lạc bộ

### FK Železiarne Podbrezová
Sedláček ra mắt chuyên nghiệp cho FK Železiarne Podbrezová trước AS Trenčín ngày 3 tháng 11 năm 2017.